# Paul Pouwels
Paulus Gerardus Adrianus „Paul“ Pouwels (* 30. April 1941 in Nijmegen; † 25. August 2015 in Oss) war ein niederländischer Regisseur.

## Leben
Pouwels wurde als Kind einer Arbeiterfamilie geboren. Nach einer Ausbildung zum Schiffsingeniuerassistenten startete Pouwels Mitte der 1960er Jahre in der Filmbranche durch. Unter seiner Regie wurden unter anderem die niederländischen Serien Pleisterkade 17 (1975), Kunt u me de weg naar Hamelen vertellen, meneer? (1972) und De postmeester (1965) produziert.
1965 heiratete Pouwels die Schauspielerin Els van Rooden. Ihre Kinder, Barbara Pouwels und Pieternel Pouwels, wurden ebenfalls bekannte Schauspielerinnen. Pouwels starb am 25. August 2015 im Alter von 74 Jahren in Oss.

## Filmografie
- 1965: De Postmeester
- 1972: Eva Bonheur
- 1972: Kunt u me de weg naar Hamelen vertellen, meneer? (Fernsehserie)
- 1975–1977: Pleisterkade 17 (Fernsehserie)
- 1976: Pygmalion